# Waldemar Macedo
Waldemar de Castro Macedo (São Raimundo Nonato, 9 de dezembro de 1924 — São Paulo, 16 de junho de 1992) foi um funcionário público e político brasileiro, outrora vice-governador do Piauí.

## Dados biográficos
Filho de João Antunes de Macedo Sobrinho e Maria Cândida de Castro Macedo. Fiscal de tributos estaduais e diretor do Arquivo Público do Piauí, elegeu-se deputado estadual pela UDN em 1954. Figurou como suplente na eleição seguinte, mas exerceu o mandato graças à escolha de parlamentares para o secretariado do governador Chagas Rodrigues, sendo eleito em 1962. Com a outorga do bipartidarismo pelo Regime Militar de 1964 via Ato Institucional Número Dois, ingressou na ARENA e foi reconduzido à Assembleia Legislativa do Piauí em 1966, 1970 e 1974.
Eleito vice-governador do Piauí por via indireta na chapa de Lucídio Portela em 1978, voltou ao legislativo estadual pelo PDS em 1982 e foi presidente da Assembleia Legislativa durante o biênio 1983/1985. Delegado da Assembleia Legislativa do Piauí por conta da eleição presidencial, votou em Tancredo Neves no Colégio Eleitoral em 1985. A seguir, rumou para o PFL e foi reeleito em 1986 e 1990.
Irmão de Newton Macedo, é sogro de Francisco Macedo, eleito prefeito de Padre Marcos em 1982. Faleceu na capital paulista quando lá se encontrava para tratamento de saúde.